# Elytrostachys
Elytrostachys és un gènere de bambús de la família de les poàcies, ordre de les poals, subclasse commelínides, classe liliòpsides, divisió magniliofitins. Són originaris d'Hondures i Veneçuela.

## Taxonomia
- E. clavigera McClure
- E. typica McClure